# سولومون ميلر
سولومون ميلر (بالإنجليزية: Solomon Miller)‏ هو لاعب كرة قدم أمريكية أمريكي، ولد في 6 ديسمبر 1964 في لوس أنجلوس في الولايات المتحدة.

## وصلات خارجية
- سولومون ميلر على موقع مرجع كرة القدم المحترفة.كوم (الإنجليزية)